# Crackity Jones
« Crackity Jones » est une chanson du groupe de rock indépendant Pixies, écrite par son leader et chanteur Black Francis et figurant sur leur deuxième album, Doolittle, sorti en 1989. La chanson, qui raconte l'histoire d'un colocataire fou, tire son origine d'une expérience personnelle de Black Francis, celle d'un « compagnon de chambre étrange, psychopathe et gay » avec qui il partageait une chambre à Porto Rico, à une époque où il était étudiant.